# الجامعات الهولندية

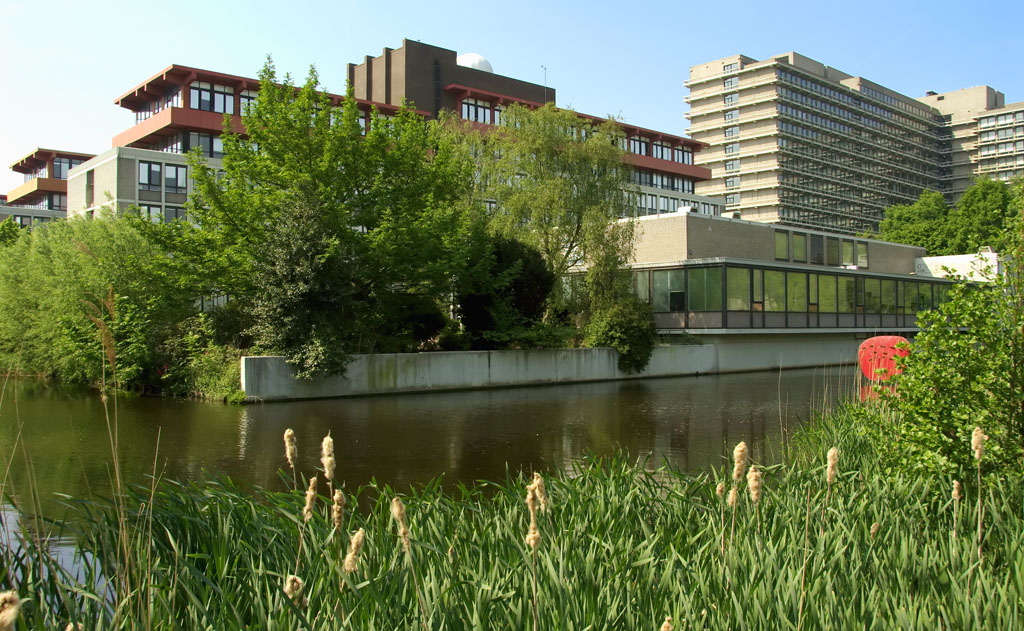

تُدعم الجامعات الهولندية بتمويل من الدولة (باستثناء جامعة نينرود) بحيث لا تضطر الجامعات إلى الاعتماد على التمويل الخاص لتسهيل الرسوم الدراسية. وجميع مواطني هولندا الذين أكملوا المرحلة الثانوية في المستوى ما قبل الأكاديمي ڤي دبليو أو(vwo)  أو لديهم الدرجة الجامعية على مستوى إتـش بي أو(hbo)، يدل ذلك على أنهم قد أتموا المقررات الدراسية للسنة الأولى وهم مؤهلون للالتحاق بالجامعة. وفي حالة الحصول على الدرجة الجامعية إتش بي أو(HBO)، قد تنطبق بعض القيود على أوجه القصور في مواد المرحلة الثانوية. هناك ثلاث جامعات (ليدن، وأوتريخت، وجرونينجن) لديها متطلبات تقييدية تعتمد على القدرة الأكاديمية؛ ولجميع الجامعات متطلبات تقييدية لبعض برامجها لأن عدد الطلاب المحتملين يفوق أحيانًا عدد الأماكن المتاحة.
العديد من الطلاب الهولنديين يأتون إلى الجامعات بعيدًا عن منازل والديهم (بعكس الجامعات في إيطاليا وإسبانيا على سبيل المثال)، فندرة أماكن الإقامة تجبر الطلاب أحيانًا على التنقل فبدلاً من ذلك، يتلقى عادة الطلاب الهولنديون بطاقة أو في-تشيپكارت(OV-chipkaart) تسمح لهم باستخدام وسائل النقل العام مجانًا خلال أيام معينة من الأسبوع (إما في أيام العمل أو في عطلة نهاية الأسبوع) وبخصم لبقية الأيام الأخرى. ويمكن أن تكون قوائم الانتظار لأماكن إقامة الطلاب في هولندا أكثر من سنة، خصوصًا في أوتريخت وأمستردام ولهذا السبب العديد من الطلاب يستأجرون غرفة في القطاع الخاص.
إن الفروق في الجودة بين الجامعات الهولندية قليلة، ويمكن أن تكون الجامعة الأفضل في مجال معين هي الأسوأ في المجال الأخر. هذا هو أحد الأسباب التي تجعل أيا منها لم يصل إلى نهاية اعلى مرتبة من نظام التصنيف الدولي للجامعات. ومع ذلك، كل منهم يُعتبر أعلى بكثير من المرتبة المتوسطة [1].
اعتادت الجامعات الهولندية تقديم مقررات دراسية لمدة 4 أو 5 سنوات فقط. فمنذ عام 2002 معظمهم يقدمون برامج البكالوريوس لمدة 3 سنوات، وبرامج الماجستير سنة أو سنتين.

لا تزال العادات القديمة قائمة، ويرجع ذلك إلى أن التوقف عند الحصول على شهادة البكالوريوس يُنظر إليه بأنه "انقطاع عن الدراسة"، فيلتحق أغلبية طلاب الجامعات بالماجستير. ويحصل الطلاب الملتحقين بجامعات العلوم التطبيقية إتش بي أو(HBO) أيضًا على درجة البكالوريوس، وعادةً ما تستغرق البرامج فيها 4 سنوات. في هولندا، لا ينظر إلى هذه الشهادات على أنها تعليم جامعي. بل من الممكن الاستمرار بعد درجة البكالوريوس في إتش بي أو(HBO) إلى درجة الماجستير في الجامعة، مع برنامج قصير يكون ما قبل الماجستير أو متطلبات إضافية أخرى على الحد الأدنى من معدل التقدير التراكمي.

## روابط خارجية
- Search for officially recognised programmes in the Netherlands
- Accreditation Organisation of the Netherlands and Flanders/Belgium (NVAO)
- The Netherlands Association of Universities of Applied Sciences
- Studiekeuze123.nl, an overview and comparison of all Dutch-taught studies of the universities in the Netherlands
- Eurogates, a searching database of English-taught programmes and grants for study in Holland
- Directory and Ranking of the Netherlands